# Trần Ngọc Quyến
Trần Ngọc Quyến (sinh năm 1969) là một tướng lĩnh trong Quân đội nhân dân Việt Nam, quân hàm Trung tướng Phòng không - Không quân, ông hiện là Bí thư Đảng ủy, Chính ủy Quân chủng Phòng không-Không quân

## Binh nghiệp
Trước năm 2017, ông là Chính ủy Sư đoàn 365, Quân chủng PKKQ
Năm 2017, ông được bổ nhiệm giữ chức Phó Chủ nhiệm Chính trị Quân chủng PK-KQ.
Năm 2018, ông được bổ nhiệm giữ chức Chủ nhiệm Chính trị Quân chủng PK-KQ
Ngày 16/6/2022, Thủ tướng Chính phủ Phạm Minh Chính ký Quyết định số 723/QĐ-TTg bổ nhiệm đồng chí Thiếu tướng Trần Ngọc Quyến, Chủ nhiệm chính trị Quân chủng Phòng không – Không quân giữ chức Chính ủy Quân chủng Phòng không – Không quân.